# Уфология
Уфоло́гия (англ. ufology, от UFO, unidentified flying object — НЛО, неопознанный летающий объект) — псевдонаука или квазинаука, предметами интереса которой является феномен НЛО (в том числе «летающие тарелки») и связанные с ним идеи и понятия («контактёрство» — контакты с энлонавтами и похищения последними, мысленное общение с инопланетянами, палеоконтакты, круги на полях, квакеры и др.).
Возникла в 1950-е годы во многих странах на волне общественного интереса к НЛО. Уфология включает описание, анализ и попытки интерпретации явлений, рассматриваемых уфологами как имеющие отношение к их сфере исследования. Направлениями деятельности уфологов являются работа с сообщениями лиц, заявленных как очевидцы; обследование «мест посадки» и следов воздействия на окружающую среду; работа с показаниями «контактёров»; интерпретация исторических источников.
Диапазон специалистов, интересующихся необычными явлениями, связанными с НЛО, весьма широк, а характер этого интереса неоднороден, от строгого научного исследования до параноидальных идей и шарлатанства. Уфологией занимаются преимущественно общественные группы и организации. Интерес к тематике НЛО проявляется также спецслужбами. В ряде стран проводились официальные исследования предполагаемого феномена. Наиболее известными являются «Синяя книга» и «Доклад Кондона» (США), исследования группы GEPAN (Франция), «Сетка» и «Галактика» (СССР и Россия).
В рамках уфологии предлагаются различные интерпретации НЛО: инопланетные аппараты, неизвестные явления природы, проявления внеземного высшего разума. Основной гипотезой, предлагаемой уфологией, является гипотеза внеземного происхождения НЛО.

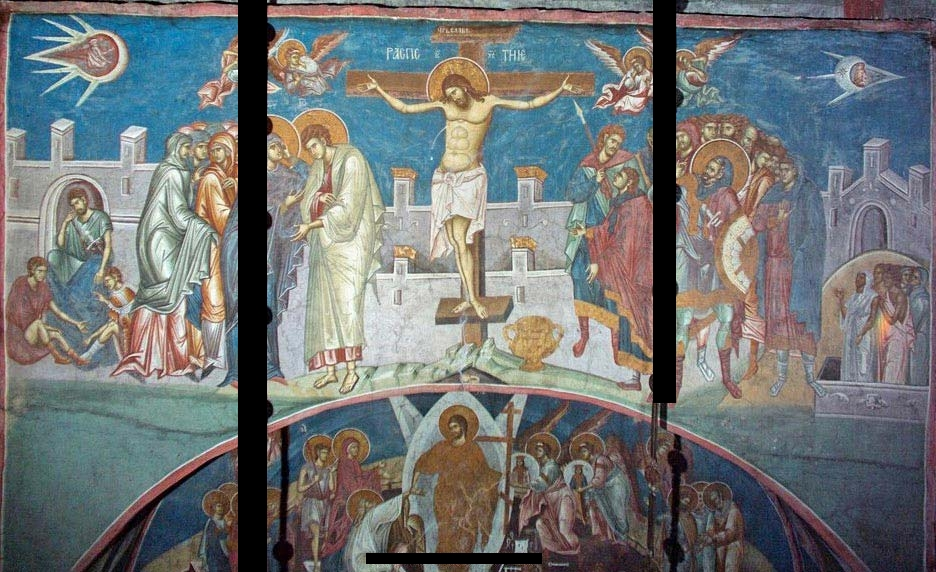
Фреска сербского монастыря Высокие Дечаны с изображением особого разряда ангелов — водителей светил, принимаемых уфологами за пилотов внутри летательных аппаратов

Некоторые уфологи осуществляют интерпретацию исторических событий в ключе свидетельств посещения Земли инопланетянами в прошлом (в том числе идея палеоконтакта).
Несмотря на некоторые исследования НЛО, спонсируемые правительствами и частными организациями, уфология не рассматривается научным сообществом как область научного знания. Обычно уфология считается псевдонаукой научными скептиками, характеризуется как частичная или полная псевдонаука учёными. Некоторые исследователи определили социальные факторы, которые способствуют статусу уфологии как псевдонауки. Профессиональные учёные лишь изредка работают в контакте с уфологами.
Журнал «Научный атеизм» в 2001 году приводил уфологию в качестве классического примера квазинауки. Публичную критику уфологии в России ведёт Комиссия по борьбе с лженаукой и фальсификацией научных исследований при Президиуме Российской Академии Наук. В бюллетене «В защиту науки», издаваемом этой комиссией, уфология охарактеризована как лженаука.
Уфология рассматривается как современная мифология, близкая к вере в сверхъестественных существ и имеющая экзистенциальные цели.

## Терминология
Термин «уфология» (англ. ufology, UFOlogy) происходит от аббревиатуры «UFO» (unidentified flying object), имеющей русский аналог «НЛО» (неопознанный летающий объект). Термины «уфология» и «уфолог» (ufologist) используются преимущественно средствами массовой информации и не фигурируют в перечнях научных дисциплин.
Согласно Оксфордскому словарю английского языка, неопознанный летающий объект (англ. Unudentified Flying Object) восходит, по крайней мере, к 1950-м годам: он зафиксирован в 1953 году в книге американского авиатора и писателя Дональда Кейхоу под названием «Летающие тарелки из космоса» 1953 года (экранизирована под названием «Земля против летающих тарелок» в 1956 году и «День независимости» в 1996 году). Также словарь приводит цитату Эдварда Руппельта, офицера ВВС США, заявившего, что он изобрел более подходящий термин для объектов, ранее описанных как «летающая тарелка» (1956). Руппельт принимал участие в проекте «Синяя книга».
Термин «уфология» впервые появился в английском языке в 1959 году. В частности, Oxford English Dictionary сообщает о первом его использовании в журнале Times Literary Supplement 23 января 1959 года.
Лица, заявляющие, что они наблюдали НЛО, называются свидетелями или очевидцами.

## Деятельность и методы
Основное занятие уфологов составляет сбор сообщений очевидцев неопознанных явлений и лиц, заявивших, что они являлись участниками контактов с иными разумными существами. Как правило, эти сообщения уфологи получают из средств массовой информации либо в качестве прямых посланий очевидцев в адрес научных институтов, общественных уфологических организаций и активистов-уфологов. Реже уфологи сами посещают очевидцев загадочных явлений и выясняют подробности произошедшего. Некоторыми уфологами создана специальная аппаратура с целью мониторинга неба в поисках НЛО.
Другие уфологи осуществляют интерпретацию исторических событий в ключе свидетельств посещения на Земли инопланетянами в прошлом (в том числе идея палеоконтакта).
К среде уфологов принадлежат люди, которые называют себя «контактёрами» и утверждают, что имели физический или психический контакт с внеземным разумом. Некоторые заявляют, что посещали «летающие тарелки» и путешествовали вместе с инопланетянами.
Уфологические идеи опираются на показания людей, которые утверждают, что видели инопланетян и/или инопланетный космический корабль; сведения о людях, дающих показания; предполагаемое отсутствие физических доказательств того, что объект имеет известную природу; заявленную невозможность опровергнуть надежность свидетельских показаний; предполагаемые слабые места в аргументах научного скептицизма против уфологических идей. Последнее положение играет непропорционально значимую роль в уфологии.
Распространённым подходом уфологов является также утверждение, что пока не доказано, что предполагаемый объект не является инопланетным аппаратом, его следует считать таковым. В данном случае происходит аргументация к незнанию. С научной точки зрения лучшим объяснением является невозможность определить объект ввиду недостаточного объёма данных. Большая часть НЛО оказывается подделками или известными объектами или явлениями. Согласно исследованиям ВВС США, не выясненными остались причины лишь 2 % зафиксированных случаев наблюдения. Эти случаи, вероятнее всего, могли бы также быть объяснены известными причинами в случае наличия более обширной информации.
По мнению многих уфологов, если предполагаемые свидетели, такие как Уитли Стрибер, Бетти и Барни Хилл или другие заявленные жертвы похищения пришельцами не страдают от психических болезней и являются социально благополучными в социальном отношении, не могли бредить, то их детальные описания похищений вполне заслуживают доверия. Однако такие люди тоже могут заблуждаться или обманывать.
Уфологи не соглашаются с выводами официальных исследовательских проектов.

## Мифология
Основаниями для веры в НЛО являются свидетельства предполагаемых очевидцев, желание доверять рассказчикам фантастических историй, тенденция игнорировать опровергающие факты, пренебрежительное отношение к оппонентам, которые, по мнению верящих в НЛО, могут скрывать правду, а также стремление установить контакт с высшими мирами.
По мнению философа Пола Курца, вера в инопланетян является явлением, родственным вере в сверхъестественных существ. Уфология рассматривается им как мифология космического века. Массы охотнее верят в инопланетян, чем в существование ангелов. Уфология является результатом творческого воображения и пригодна для поэтических и экзистенциальных целей. Это направление стремится приписать людям более древнее происхождение и дать более глубокий смысл пребывания в этом мире, является результатом «погони за тайной», надежды человека на трансцендентальную значимость.

## История

### Предыстория

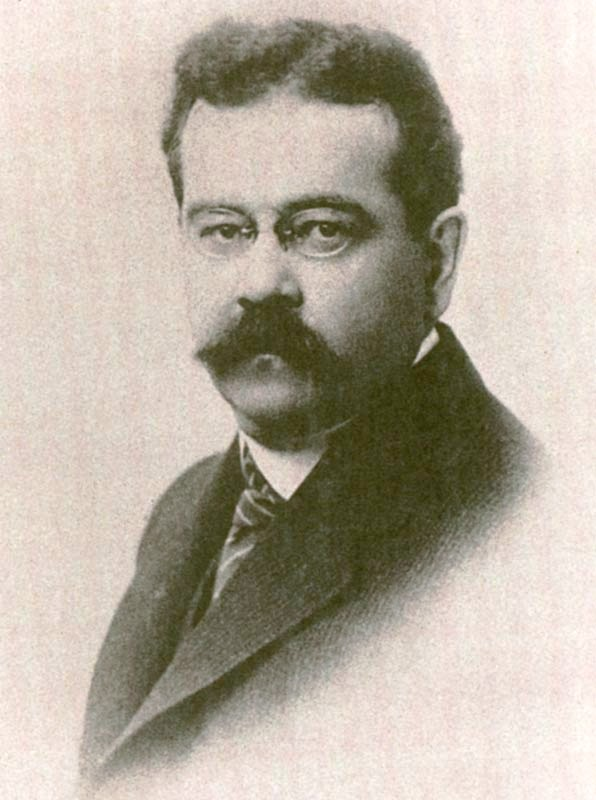
Чарльз Форт

У истоков сбора информации о предполагаемых НЛО стоит американский публицист Чарльз Форт. Получив в 1916 году наследство, он полностью посвятил себя сплошному просмотру периодических изданий США и Великобритании в поисках историй о предметах и животных, якобы, падавших с неба, спонтанных случаях самовозгорания человека, экстрасенсорных способностях и т. д. В 1919 году Форт напечатал первый из четырёх своих сборников сенсационных материалов, не соответствующих научной картине мира, — «Книгу проклятых». В этой книге Форт характеризовал себя как «истинного скептика» и «антидогматика». Далее Форт выпустил ещё три книги аналогичного содержания: «Новые земли» (1923), «Вот!» (1931) и «Дикие таланты» (1932). В этих книгах постулируется существование так называемого «Супер-Саргассова моря», откуда на Землю выпадают вещи и живые существа. Разумные обитатели надземного пространства, по мнению Форта, связаны с тайными обществами внизу, вероятно, при помощи телепатии и телепортации (этот термин впервые был предложен именно Чарльзом Фортом).
В 1915 году Форт направил письмо Теодору Драйзеру, где сообщал об открытии «фактора X», которому посвятил одноимённую книгу (Х). Форт рассматривал идею, что всеми событиями, происходящими на Земле, управляют марсиане посредством таинственных лучей, так что человечество является своего рода «фотографической плёнкой», на которой «проявляется» внешнее воздействие, человечество с его мыслительной деятельностью — эманация космического разума. «Книга проклятых» (1919) построена на чередовании подборок тех или иных странных «фактов» и резких выпадов в адрес науки. Утверждается, что земляне — собственность неких инопланетных существ, и постулируется идея палеоконтакта. Книга Форта «Новые земли» (1923) посвящена разнообразным небесным феноменам, а также истории фатальных просчётов астрономов. Вся вторая половина книги описывала таинственные огни или фигуры, наблюдаемые как на земных небесах, так и на поверхности Луны. Здесь были описаны десятки странных сигарообразных или каплевидных или шарообразных светящихся объектов, а также якобы принятые Лоуэллом и Теслой радиосигналы с Марса, и т. п. В 1925 году Форт опубликовал в нескольких газетах Филадельфии, Нью-Йорка и Лондона сообщения, в которых предположил, что светящиеся огни в небесах и таинственные падения предметов могут быть следами пришельцев из других миров. В письме в лондонской «Таймс» от 5 сентября 1926 года он заявил, что если Марс обитаем, то отсутствие явного желания марсиан приземлиться в Центральном парке объясняется тем, что они веками поддерживали «оккультную связь» с землянами, если не сказать большего, и предсказывал новую волну наблюдений во время очередного великого противостояния.
Форт не стремился подвергать собранные им сведения критике и не занимался анализом источников этих сообщений. Собираемые факты использовались для критики науки и любых теоретических построений вообще. Форт именовал дисциплину, которой занимался, интермедиатизмом — трактуя её как «пограничную зону между фактом и фантазией». Он являлся противником науки как таковой; для Чарльза Форта были «одинаково хороши любые теории и любые объяснения».
В 1931 году актёр и мистик Тиффани Тэйр создал «Фортовское общество», просуществовавшее до 1959 года. Общество занималось пропагандой и переизданиями сочинений Форта, выпускало журнал «Fortean Society Magazine» (в 1944 году переименованный в «Doubt»). Архив Форта включал более 30 коробок с выписками из разных источников, которые поступили в распоряжение Общества. В 1961 году Фортовское общество было возрождено под названием International Fortean Organization, после 1973 года существует издание «The Fortean Times», публикующее сюжеты об НЛО, физических аномалиях, криптозоологии, и т д. Последователи Форта провозгласили его «предтечей современного уфологического движения». Существует несколько других обществ, разрабатывающих фортовскую тематику.
В сентябре 1939 года английский писатель-фантаст Эрик Рассел опубликовал в «Unknown» эссе «За гранью» — своего рода каталог того, что спустя несколько лет стало именоваться НЛО: загадочных огней и «летательных аппаратов», с предположением, что данные объекты имеют внеземное происхождение. Кэмпбелл считал эту идею «тревожащей», и сравнивал Землю с перевалочным портом некоего «космического судоходства».

### Конец 1940-х годов: зарождение уфологии
НЛО стали предметом особого интереса в результате прогресса ракетной техники после Второй мировой войны. Первой версией, которая обеспокоила правительственные круги ведущих стран, было предположение, что НЛО являются секретным оружием потенциального противника. Эта версия вскоре было отвергнута, и в общественной среде закрепилась идея, что неопознанные объекты в небе являются аппаратами представителей внеземного разума, посещающих Землю (инопланетян). Уфология в качестве самостоятельного явления сформировалась в середине XX века, после окончания Второй мировой войны.

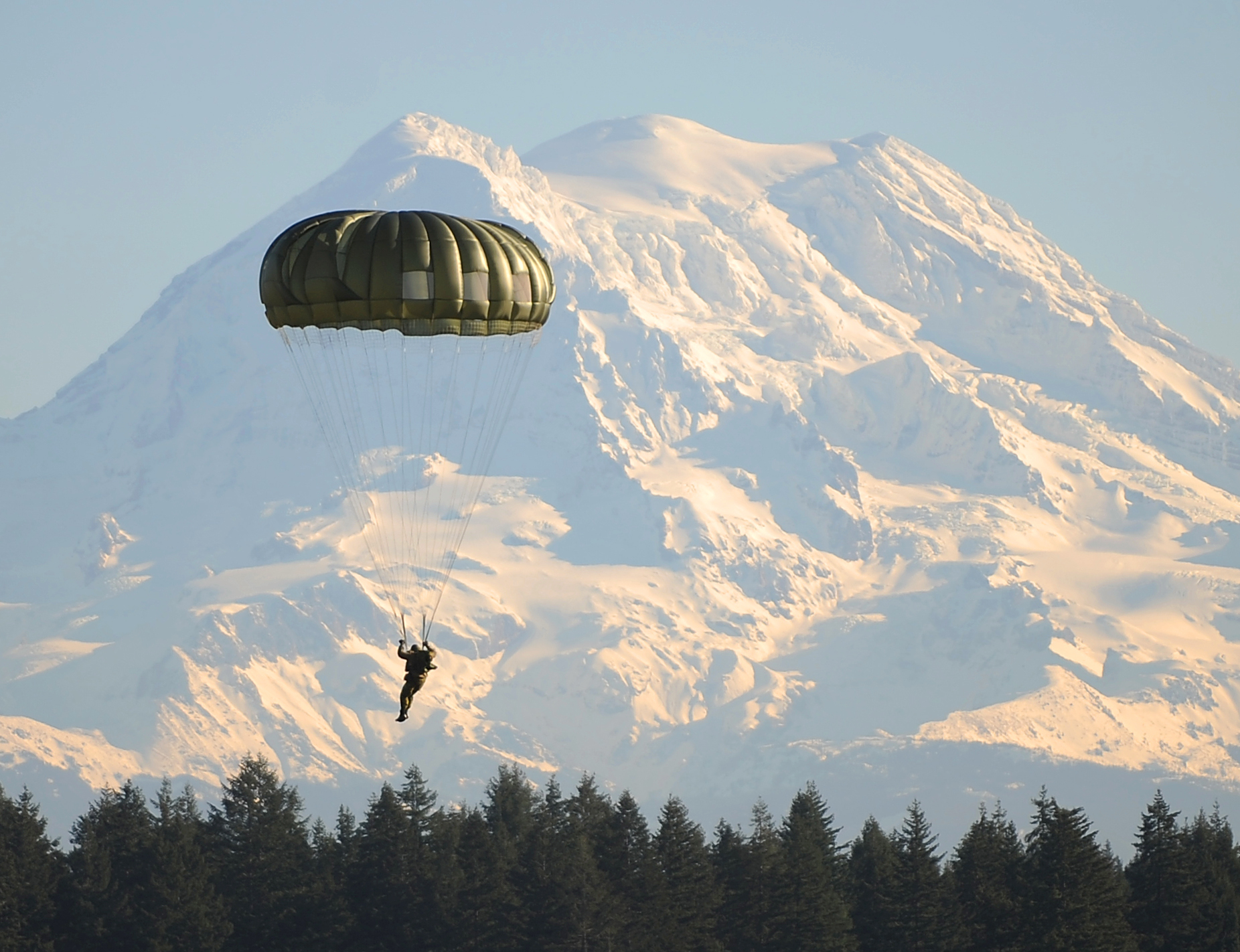
Гора Рейнир и опознанный летающий объект

Первое предполагаемое наблюдение НЛО, получившее большую известность, произошло в 1947 году, когда бизнесмен Кеннет Арнольд заявил, что во время полёта на своем небольшом самолёте возле горы Рейнир в штате Вашингтон видел группу из девяти двигавшихся с огромной скоростью серповидных объектов. Арнольд оценил скорость объектов в несколько тысяч миль в час и утверждал, что они двигались «как тарелки, прыгающие по воде». В последующем газетном сообщении было ошибочно указано, что объекты имели форму блюдца, отсюда возник термин «летающая тарелка». Известие об этих «летающих тарелках» быстро облетело всю Америку, в результате чего едва ли не каждый день появлялись очевидцы НЛО. Вскоре их накопилось столь много, что ВВС США подняли тревогу, предположив, что они запускаются СССР.
После начала «тарелочной эпидемии» в США журналист Фрэнк Скалли связал сообщения об НЛО с записями в книгах Форта. Мартин Гарднер в том же контексте выражал сожаление, что сам Чарльз Форт не дожил до этого момента, ибо увлечение летающими тарелками являлось «триумфом чистого фортеанства». Он также указывал, что в книгах Форта приведены сотни сообщений из прессы о таинственных огнях и объектах в небе, которые он сам связывал с внеземной жизнью. В рядах уфологов данная точка зрения сделалась общепризнанной. Джером Кларк именовал Форта «первым уфологом в подлинном смысле слова», то есть человеком, который собирал и публиковал сообщения об аномальных явлениях в атмосфере и другие сообщения о необъяснимых физических явлениях, а его книги называл «бесценными историческими отчётами об объектах, подобных НЛО». Равным образом, в главах 20—26 «Книги проклятых» помещены многочисленные сообщения о светящихся воздушных кораблях, которые Форт явно связывал с инопланетянами. В книге «Вот!» содержится первое описание «близких контактов третьей степени».

### Изучение «летающих тарелок» ВВС США
Для исследования феномена ВВС США создавали различные секретные проекты (см. ниже, в Уфологических организациях).
В марте 1947 года ВВС США начали сотрудничать с прессой. Журнал «Life», доселе выказывавший пренебрежение к «летающим тарелкам», обмениваясь сведениями с ВВС, опубликовал статью Роберта Гинны и Бредфорда Дарраха «К нам гости из космоса?». Эта статья вызвала множество отзывов, статей о НЛО. Так, «New York Times» раскритиковала статью, объявив описываемые случаи наблюдением аэрозондов.

### Начало 1950-х годов: комиссия Робертсона
2 декабря 1952 года вышел меморандум ЦРУ, где Маршалл Чедвелл (англ. Chadwell) писал, что «сообщения о подобных инцидентах убеждают нас в том, что происходит нечто, требующее принятия немедленных мер… Вблизи важных оборонительных пунктов США наблюдаются объекты неустановленной принадлежности, перемещающиеся на большой высоте с огромной скоростью, причём эти объекты заведомо не относятся к известным нам типам летательных аппаратов, а сами происшествия не могут быть объяснены природными явлениями».
И уже 14 января 1953 года, сразу после «волны» наблюдений НЛО в США в прошедшем году, в 9:30 утра, в Пентагоне было объявлено об открытии организованного ЦРУ «Научно-консультативного совещания по неопознанным летающим объектам», где профессор Говард Робертсон (председатель), Л. Альварес, физик-теоретик С. Гудсмит, доктор Ллойд Беркнер — учёные рассматривали сообщения о НЛО и занимались статистическим их анализом. Поверенным в секретные обстоятельства контактов лётчиков и военных с НЛО, им было поручено проанализировать эти свидетельства и выяснить, действительно ли НЛО представляют собой неизвестное науке явление или же все достоверные случаи наблюдения «летающих тарелок», из-за недостатка сведений или по иной случайной причине, вызваны неверным опознанием атмосферных или астрономических явлений, хорошо известных, изученных, смоделированных и описанных в научной литературе. Среди представителей ВВС США там присутствовали уфологи: начальник проекта «Синяя книга» Эдвард Руппельт и профессор Аллен Хайнек. Совещание продолжалось до 17 января 1953 года.
2199 документированых, отобранных ВВС США случаев изучались в комиссии Робертсона, каждый из случаев независимо расследовали две группы учёных. Если обе группы давали идентичные объяснения, то это объяснение утверждалось, если же было невозможно дать какое-либо объяснение, то случай обсуждался учёными совместно, в полном составе. В результате из всех рассмотреных случаев 240 были отсеяны за недостатком сведений, а необъяснённых случаев осталось 434. Изучение характеристик объектов в этих случаях показала: вероятность того, что все неизвестные явления являются следствием неудовлетворительного опознания известных науке явлений меньше 1 %.
Одно из заключений комиссии: «Мы совершенно уверены, что не отмечено случаев, в которых феномены могли представлять собой иностранные объекты, способные совершать враждебные действия, и нет доказательств того, что феномены демонстрируют необходимость пересмотра современной научной концепции». Также отмечалось: «Концентрация на сообщениях о феноменах приводит к возникновению угрозы для исправного функционирования органов защиты национальной политики» и предлагались программы по снижению интереса населения США к неопознанным летающим объектам.
Но А. Хайнек остался недоволен результатами совещания: «Внимание комиссии, как выяснилось, было в основном направлено на вопросы обороны и безопасности, а вовсе не научные. Того и следовало ожидать, мероприятие ведь было организовано ЦРУ, им же инструктировалось… Предвзятость „суда над НЛО“ очевидна».

### Комиссия Кондона в конце 1960-х годов
В конце 1965 года ВВС США начали создавать независимую от ЦРУ исследовательскую комиссию под руководством физика доктора О’Брайена, членами которой были учёные, в том числе и психологи. Созванная в феврале 1966 года, она стала настаивать на рассекречивании, передаче учёным всех материалов, касающихся НЛО, и создании в американских университетах групп для сбора и исследования поступающих сообщений о них.
В это же время в Энн Арбора (Мичиган) стали сообщать о полётах НЛО. К примеру, 20 марта 1966 года у поселения Декстер очевидец со своим сыном якобы увидел, как в болото опустился «метеор». Когда они подошли к тому месту, то увидели жёлтую пирамиду, от которой исходил белый и сине-зелёный свет. Рассказывают, что когда очевидцы подошли на 150 метров (500 футов) к объекту, свечение стало красным, и объект исчез. Далее, 87 студенток из Хиллсдейлского колледжа, что возле Энн Арбора, рассказывали, что ночью видели летящий на протяжении около 4 часов над заболоченной местностью ярко светящийся предмет, а их соочевидец, представитель руководства колледжа (по совместительству репортёр), сообщал, что предмет этот был шарообразным и летел покачиваясь. Имелись и другие сообщения.
Уфолог Аллен Хайнек, занявшись случаями в рамках проекта ВВС США «Синяя книга», предположил, что некоторые из них могут быть объяснены горением метана, хотя и не предоставил объяснение ни одного какого-нибудь конкретного случая. Средства массовой информации страны в то время стремились уличить правительство в сокрытии сведений о НЛО, так что заявления Хайнека вызвали дебаты. Конгрессмен Джеральд Форд, которого эти дебаты задели, настаивал на воплощении идей комиссии О’Брайена. 5 апреля 1966 г., под натиском Форда и конгрессмена от штата Южная Каролина, главы Комитета вооружённых сил Палаты представителей Конгресса США Менделя Риверса, состоялось заседание Комитета, посвящённое проблеме НЛО, на котором присутствовали: командующий ВВС Гарольд Браун (Harold Brown), майор Гектор Квинтанилла (Hector Quintanilla) и А. Хайнек.
Так правительство пришло к решению поручить разбор сообщений о НЛО университету Колорадо в Боулдере. Руководил этой работой специалист по квантовой механике Эдвард Кондон. В октябре 1966 году Кондон создал свою команду и при полной гласности принялся за работу (правда, многие случаи не рассматривались комиссией Кондона).
Впоследствии, некоторые, по всей видимости — сотрудники Кондона, ознакомили уфологов Джеймса Макдональда и Аллена Хайнека с обнаруженным ими меморандумом Роберта Лоу, где сообщалось, что исследования комиссии «будут проведены почти исключительно беспристрастными учёными, которые могут и, вероятно, найдут массу доказательств того, что зафиксированные наблюдения не имеют никакого отношения к реальности. Весь фокус, как я полагаю, состоит в том, чтобы представить проект общественности так, будто он является объективным…». Учёные, передавшие меморандум за пределы комиссии Кондона, были потом уволены, некоторые же ушли сами из солидарности к ним и ознакомили с меморандумом журнал «Look», который сразу его и опубликовал.
В 1968 году комиссия Кондона подготовила так называемый «Кондоновский доклад», в котором утверждалось, что все сообщения о наблюдении НЛО объясняются изученными наукой явлениями, а потому для науки феномен НЛО не представляет интереса и изучению не подлежит, хотя и не всем явлениям, описываемым в докладе, были даны удовлетворительные объяснения.

### 1976: Закон о свободе информации
В конце 1976 года, в связи с принятием «Закона о свободе информации» в США, государственные архивы начали рассекречивать многочисленные сведения о НЛО, в том числе и материалы проекта ВВС «Синяя книга», где было изложено 15 тыс. расследований наблюдений НЛО, происходивших с 1947 по 1969 годы

## Уфологические организации
С конца 1940-х годов, сперва в США, а затем и во всём мире по примеру США, появлялось множество групп по сбору и изучению сообщений о наблюдении неопознанных летающих объектов. Кроме бесчисленных любительских уфологических организаций, отдельные проекты по исследованиям НЛО организовывались правительствами различных держав. Вероятно, первая современная группа по изучению НЛО была создана в 1943 году англичанами, озабоченными полётами фу-истребителей.

### Военно-воздушные силы США
Через некоторое время после сообщения К. Арнольда о наблюдении им в 1947 году НЛО в подведомственном ВВС США Центре авиационно-технической разведки (АТИС) возникла группа, занимавшаяся анализом сообщений о «летающих тарелках», поступающих с секретных объектов, с ядерных полигонов Невады, Нью-Мексико, Калифорнии. За всю историю изучения НЛО Военно-воздушными силами на вооружении были три основные гипотезы:
внеземная,
антропогенная и
версия их естественного происхождения.
29 июля 1952 года на пресс-конференции начальник разведки ВВС генерал-майор Джон Самфорд заявил:

ВВС почитают непреложным долгом опознавать, изучать любую вещь, оказавшуюся в воздушном пространстве и представляющую потенциальную угрозу США. В силу этого обязательства ещё в 1947 году мы создали проект «Сайн», а затем как его продолжение другую, более представительную разветвлённую организацию, изучившую около двух тысяч подобных донесений…

Заинтересованность наша объясняется отнюдь не интеллектуальной любознательностью, а стремлением оценить, определить возможную угрозу США. И сегодня мы можем заявить: не существует ничего такого, что воспринималось хотя бы как отдалённая перспектива, отдалённое предостережение тому, что мы каким бы то ни было образом могли отождествить с угрозой национальной безопасности…

#### Проект «Сайн»
23 сентября 1947 года на авиабазе Райт-Паттерсон генерал-лейтенант Натан Туайнинг написал секретное письмо на имя командующего ВС, в котором указывал на необходимость «приказом штаба ВС создать первоочередной секретный проект под кодовым названием, для тщательного изучения феномена в целях обобщения всех имеющихся и относящихся к делу данных, с последующей их передачей в различные центры Армии и Флота, в Комиссию по атомной энергии, Экспериментально-исследовательский комитет, Научно-консультативный совет ВС, в НАСА, а также „Рэнд корпорейшн“, в отдел двигателей Комиссии по атомной энергии — на предмет внесения замечаний и рекомендаций с представлением предварительных отзывов в течение 15 дней с момента подачи и подробных заключений в течение 30 дней по мере проведения исследований. Совершенно необходим полный обмен информацией…».
30 декабря 1947 года генерал-майор Грайги учредил предложенный Туайнингом проект «Сайн» (англ. Project Sign; «знак»). В прессе, где скоро начали появляться сообщения о нём, проект назывался «Saucer».
Среди случаев, расследовавшихся в рамках проекта «Сайн» — гибель Т. Мантелла.
Проект был упразднён 16 декабря 1948 года.

#### Проект «Градж»
11 февраля 1949 года начал работу секретный проект «Градж» (англ. Project Grudge; «ворчун»). Памятуя о большом числе не нашедших объяснения случаев наблюдения НЛО, унаследованных от проекта «Сайн», в «Градже» действовала негласная политика отрицания существования НЛО: все описываемые случаи объяснялись либо наблюдением известных науке атмосферных или астрономических явлений, а также галлюцинациями или иллюзиями. Детали показаний очевидцев, противоречившие таким выводам, игнорировались. Однако 23 % достоверных случаев всё равно не удалось дать объяснение. В докладе «Неопознанные летающие объекты — Проект „Градж“. Технический доклад № 102-AC 49/15-100» или просто Градж-доклад (август 1949 г.) делается общий вывод: «Нет никаких доказательств того, что объекты, о которых идёт речь, являются продуктом передовых научных разработок иностранной державы, и, следовательно, они не представляют угрозы для безопасности страны. Исходя из этого, рекомендуем сократить объём проводимых исследований НЛО. Главному техническому управлению ВВС продолжить изучение лишь тех донесений, которые содержат реалистически зримые технические детали». После составления Градж-доклада, изучением случаев стали заниматься ещё меньше. Высказывались мнения, что наличие проекта только стимулирует сообщения о НЛО, и 27 декабря 1949 года проект был официально распущен, хотя и продолжал ещё свою деятельность.

#### Проект «Синяя книга»
После нескольких случаев 10—11 сентября 1951 года (фиксация РЛС объектов, резко и быстро менявший азимут) в Нью-Джерси, начальник разведки ВВС генерал Кабелл, выслушав доклады, остался недоволен тем, что сообщения о НЛО практически не исследуются. Было отдано распоряжение учредить новый секретный проект по изучению «летающих тарелок».
27 октября 1951 года был издан приказ об учреждении нового проекта, но всё ещё под названием «Градж», начальником которого был назначен Эдвард Руппельт.
В марте 1952 года проект был переименован в проект «Голубая (Синяя) книга».
Самым знаменитым случаем, расследовавшимся в рамках проекта, было изучение Руппельтом сообщений о Лаббокских огнях; при расследованиях производились не только рассылки анкет предполагаемым очевидцам, опрос их и проверка предоставляемых фото- и видеоматериалов, но и изучались метеорологические сводки, астрономические данные и маршруты самолётов с целью их сопоставления с рассказами людей, сообщающих о наблюдении НЛО.
Проект был закрыт в 1969 году, как раз после комиссии Кондона. Распоряжение о прекращении исследований поступило в декабре 1969 года, вся деятельность под эгидой проекта прекратилась в январе 1970 года.

### ЦРУ
По словам уфолога Дональда Кихо, «длительное время ЦРУ зорко следило за всем, что имело отношение к НЛО, а также и за действиями ВВС (как признался мне адмирал Хилленкоттер, началось это с 1948 года, когда он был директором ЦРУ)». ЦРУ долго подозревалось в сокрытии информации о НЛО. После принятия «Закона о свободе информации» в 1976 году были обнародованы документы, из которых следовало, что, по мнению ЦРУ, неопознанные летающие объекты не представляют угрозы для безопасности США, однако увлечение ими населения страны может быть использовано Советским Союзом.
24 сентября 1952 года вышел меморандум ЦРУ, написанный Маршаллом Чедвеллом (англ. Chadwell), в котором высказывались опасения:

Положение с «летающими тарелками» чревато двумя опасными моментами, которые, учитывая международную напряжённость, могут сказаться на национальной безопасности… С течением времени выяснилось, что, несмотря на появление НЛО во многих точках земного шара, в советской прессе отсутствовали какие бы то ни было сообщения или комментарии, пусть даже сатирические, на эту тему… Поскольку не составляет секрета, что пресса в СССР находится под государственным контролем, остаётся признать, что полное молчание есть результат официального политического решения, принятого на высшем уровне. Таким образом, следует дать ответы на такие вопросы:
- могут ли контролироваться такие наблюдения;
- могут ли предсказываться появления НЛО;
- можно ли их использовать для ведения психологической войны либо в наступательных, либо в оборонительных целях.

Озабоченность общества подобными явлениями… указывает на то, что значительная часть населения морально подготовлена к тому, чтобы поверить в немыслимое. Именно здесь заключается опасность создания массовой истерии и паники…

Система воздушного предупреждения США… зависит от сочетания наблюдения объектов на экранах радаров и визуального наблюдения. Мы исходим из того, что СССР располагает потенциалом, достаточным для нанесения воздушного удара по США. Однако теперь необходимо считаться с тем, что в любой момент времени в небе, наряду с десятком воздушных объектов известного происхождения, может находиться какое-то число летательных аппаратов неустановленной принадлежности. То есть мы должны иметь в виду, что во время атаки с воздуха мы окажемся не в состоянии в реальных боевых условиях моментально отличить ложные цели от подлинных. Тогда, по мере возрастания напряжения, возникает опасность ложных тревог и ещё большая опасность принятия реальной цели за ложную… Я считаю эту проблему настолько важной, что она должна быть рассмотрена Советом национальной безопасности с целью принятия скоординированных усилий всего сообщества для её решения.
Для разрешения этого вопроса предлагалось совершенствовать методы опознавания ложных («фантомов») и реальных целей (военной техники противника), исследовать сообщения о НЛО на предмет возможного их использования для ведения психологической войны и, возможно, ограничить доступ населения к сведениям об этом предмете. В январе 1953 года специально для этого созданная ЦРУ учёная комиссия Робертсона (см. История уфологии) вынесла решение о том, что интерес населения к НЛО, возросший после «волны» наблюдений НЛО в 1951 г., необходимо снижать, а все гражданские уфологические группы «должны находиться под контролем из-за их возможно сильного влияния на мнение масс, если принявшие широкий размах наблюдения всё же дадут положительный результат».

### Комната 801
Room 801, находящаяся в здании Министерства авиации в Лондоне, якобы стала местом сбора и обработки сообщений о наблюдении НЛО на территории Британских островов. Об этой деятельности было объявлено в 1957 году.

### GEPAN
GEPAN — французская уфологическая организация. Одним из основоположников французской уфологии был мистик Эме Мишель.
В марте 1977 года министр Робер Галли по французскому телевидению сообщил, что озабоченное полётами НЛО Министерство обороны занимается их изучением. 1 мая 1977 года французским правительством было принято решение о создании группы учёных по изучению неизвестных аэрокосмических явлений (GEPAN), а её руководителем был назначен доктор Клод Поэр из Французского аэрокосмического агентства в Тулузе. Впоследствии Поэра сменил доктор астрономии, видимо, Ален Эстрель. Именно GEPAN занималась расследованием наблюдения яйцевидного объекта в Транс-ан-Провансе.
21 февраля 1983 года в «Санди Таймс» была опубликована заметка «Поиск „летающих тарелок“ прекращён!», где отмечалось, что правительство закрывает проект GEPAN, рассматриваемый как «дорогостоящая забава», хотя проект продолжал функционировать до официального восстановления в 1983 году. В своей монографии 1983 года сотрудник GEPAN Пьер Герен писал, что правительство пытается «заставить учёных отрицать существование НЛО».. Впоследствии, в начале 1990-х годов, начали им высказываться обвинения в игнорировании некоторых случаев

### «Водолей»
«Водолей» (англ. «Aquarius») — якобы действовавший в конце 1970-х — начале 1980-х годов организованный правительством США секретный проект по изучению сообщений о НЛО.
Будто бы весной 1983 года секретные, предоставленные на 19 минут неизвестным человеком документы (датированы 14 июля 1977 года) были отчасти пересняты и зачитаны на диктофон автором статей и книг о Розуэлльском инциденте Биллом Муром. Мур утверждал, что этот аноним договорился с ним о встрече в некотором мотеле Нью-Йорка, дабы показать ему доклад, в котором было написано, что некий «проект „Водолей“ располагает 16 томами документированной информации, собираемой с начала проводимого США расследования Неопознанных Летающих Объектов (НЛО)…».

### «Зона 51»
Зона 51 (она же Dreamland, Paradise Ranch, Home Base, Watertown Strip, Groom Lake, Homey Airport) — американский военный аэродром, расположенный в штате Невада около озера Грум-Лейк. Согласно официальным данным, в Зоне 51 разрабатываются экспериментальные летательные аппараты и системы вооружения. В частности там были впервые испытаны самолёты: U-2, F-117, OXCART и другие. По убеждению уфологов[кого?], в одном из ангаров данного аэродрома держат все сбитые или потерпевшие крушение летающие тарелки, найденные на территории США, с целью изучения их устройства и создания аналогичных летающих аппаратов, используя технологии пришельцев.

### «Маджестик-12»
Маджестик-12 (англ. MJ12, Majestic-12 — «Великолепная дюжина») — якобы существовавшая тайная организация, кроме изучения неопознанных летающих объектов занимавшаяся Розуэлльским инцидентом.
О «Великолепной дюжине», будто бы подчиняющейся непосредственно президенту Г. Трумэну, было сказано в 9-страничном докладе, датированном 18 сентября 1947 года и помеченном грифом «TOP SECRET // EYES ONLY», экземпляры которого были анонимно высланы нескольким известным уфологам, вроде британского уфолога Тимоти Гуда. В декабре 1984 года продюсер Джайме Шандера, интересующийся Розуэлльским инцидентом, получил анонимно конверт с этим докладом, на котором был штемпель Альбукерке (Нью-Мексико).
В эту группу будто бы входило 12 политиков и учёных, среди которых были: физик-ядерщик Вэнивар Буш, один из руководителей ЦРУ контр-адмирал Роскоу Хилленкеттер, бывший министр обороны Джеймс Форрестол, генерал Натан Туайнинг, директор ЦРУ генерал Уолтер Смит, профессор Дональд Мензел и др.
Проводились проверки на подлинность документа. На основании того, что подпись Трумэна в этом докладе идентична его подписи в некоторых документах, некто Джо Никел и Джон Фишер пришли к выводу, что она сфабрикована. Отсюда и весь доклад может считаться подделкой. Другой довод — шрифт используемой пишущей машинки, который, будучи введённым в 1960-е, как будто никак не мог использоваться в 1940-х.
Другие расследования, в частности, проведенное уфологом Стэнтоном Фридманом, выявили вероятную несостоятельность аргументов в пользу поддельности документов, из чего делается вывод о возможной реальности группы «Маджестик-12».

### Неизвестные организации
В конце 1940-х годов сотрудники секретного проекта ВВС США по изучению сообщений военных о наблюдении НЛО «Сайн» (см. dsit) столкнулись с проблемой: приезжая на место происшествия, сотрудники «Сайна» выясняли, что некоторые неизвестные лица уже бывали здесь, представлялись сотрудниками разведки или офицерами ВВС, допрашивали очевидцев и говорили им, чтобы они не разглашали подробности своих наблюдений. Впоследствии Пентагон признавал, что в то время действовала ещё одна уфологическая группа.
С другой стороны, в США были популярны идеи, объясняющие явление «контактёрам» (см. История феномена НЛО) и очевидцам НЛО неизвестных посетителей (вроде людей в чёрном), наказывающих им не рассказывать об этих явлениях, существованием неких скрытых организаций, препятствующих распространению и изучению сообщений о НЛО (так называемые «Silence groups»).

## В СССР и России
Считается, что инициативное изучение НЛО в СССР началось в 1946 году, когда писатель-фантаст А. П. Казанцев высказал гипотезу о том, что причиной Тунгусского взрыва 1908 года могла явиться авария инопланетного летательного аппарата. В 1947 году в Московском планетарии прошла лекция-диспут «Загадки Тунгусского метеорита», организованная Ф. Ю. Зигелем и А. П. Казанцевым. Дискуссия приняла массовый характер, имела своим следствием резкий рост интереса к Тунгусскому феномену и — организацию в 1958 году экспедиции Академии наук, пришедшей к выводу, что взрыв неизвестного тела произошёл в воздухе над землёй.
Начало сбора в СССР информации об НЛО и первые публикации материалов на эту тему (1956 год) связывают с именем старшего преподавателя кафедры автоматики Московского технологического института пищевой промышленности Ю. А. Фомина; совместно с Б. В. Макаровым и В. М. Гуликовым в 1959—1960 он прочёл серию публичных лекций на эту тему:14. К этому времени руководство Московского планетария заняло по отношению к этой проблеме критическую позицию, а все запросы туда вызывали ответную реакцию в виде письма:

Уважаемый товарищ…

Явление, которое Вы наблюдали, по-видимому, связано с одним из экспериментов, проводящихся для изучения плотности атмосферы на больших высотах, с запуском натриевого облака (такого же, какие были образованы при полёте космических ракет).
— Научный консультант Московского планетария В. А. Бронштейн
8 января 1961 года газета «Правда» опубликовала разгромную статью «Миф о 'летающих тарелках'» академика Л. А. Арцимовича:15. Ю. А. Фомин[кто?] был исключен из членов Всесоюзного общества по распространению политических и научных знаний (Общество «Знание»), и работа по изучению НЛО в СССР на несколько лет прекратилась.
Новый всплеск роста интереса к проблеме НЛО был связан с публикацией книги И. С. Шкловского «Вселенная, жизнь, разум» (1962). Многочисленные письма с сообщениями о странных небесных явлениях стали приходить в научные и просветительские учреждения. В украинском журнале «Знання та Праця» (№ 1, 1967) по инициативе харьковского студента В. В. Рубцова была опубликована статья о многочисленных наблюдениях НЛО над Украиной.
17 мая 1967 года в Москве, в ЦДАиК им. Фрунзе состоялось собрание инициативной группы по изучению НЛО, в составе 45 человек. Её руководителем был избран генерал-майор П. А. Столяров, заместителем — автор многих научно-популярных книг по астрономии, доцент Московского авиационного института Ф. Ю. Зигель, с деятельностью которого в значительной степени был связан второй период развития уфологии в СССР.
По согласованию с начальником ЦДАиК генерал-майором Л. Д. Рейно было решено создать Отделение по НЛО Всесоюзного комитета космонавтики ДОСААФ:15. 18 октября 1967 года в ЦДАиК состоялось его первое заседание, собравшее 350 участников и журналистов. В журнале «Смена» № 7, 1967 была опубликована статья Ф. Зигеля о готовящемся им к публикации сборнике «Населённый космос», куда (предоставленные по разрешению Министерства гражданской авиации СССР) были включены свидетельства лётчиков, наблюдавших неопознанные летающие объекты.
Поставив перед собой цель начать массовый сбор свидетельств, 10 ноября 1967 года Столяров и Зигель выступили по Центральному телевидению, обратившись к телезрителям с просьбой присылать свои сообщения. Как писал впоследствии Ф. Зигель, «последствия этого выступления оказались неожиданными. Наблюдения были получены… Однако научную их обработку провести не удалось». В конце ноября 1967 ЦК ДОСААФ принял решение о роспуске Отделения по НЛО.
В дальнейшем официально в СССР появления НЛО объяснялись природными и техногенными причинами или даже просто отвергались, а публикация материалов на эту тему стала цензурироваться. В официальных и научных кругах вместо НЛО стало использоваться понятие-эвфемизм аномальные атмосферные явления (ААЯ).
Только нашумевший в связи с массовым наблюдением т. н. Петрозаводский феномен (Петрозаводское диво) 1977 года освещён в прессе и объяснён официальными организациями сначала как неизученное природное аномальное явление, а много позже (в эпоху Гласности) — деятельностью военного и особо засекреченного в то время космодрома Плесецк и пуском с него спутника «Космос-955», а также неудачным пуском баллистической ракеты, проводившимся неподалёку примерно в это же время и вызвавшим ряд дополнительных эффектов.
В 1978 году в СССР начала осуществляться закрытая межведомственная государственная программа изучения феноменов ААЯ-НЛО, в военных и некоторых прочих ведомствах были созданы группы по сбору и анализу информации. Несмотря на общий скептицизм и особенно резко критикующее отношение к квалификации НЛО как проявлений инопланетного разума и к уфологии как паранауке, также и в Академии Наук СССР в 1984 году была создана комиссия по аномальным атмосферным явлениям. В ходе выполнения программы за 13 лет было получено около трёх тысяч сообщений о наблюдениях необычных явлений, из которых большую часть наблюдаемых явлений (более 90 %) объясняли полёты высотных баллонов и пуски ракет. Одним из важных официальных результатов исследования являлось также то, что не было получено:

- ни одного сообщения о посадке «НЛО»;
- ни одного сообщения о контактах с «пилотами НЛО»;
- ни одного сообщения о похищениях людей «НЛО».

Вторым случаем, когда информация о НЛО всё-таки появилась в прессе и стала широко обсуждаться общественностью, стало наблюдение 7 сентября 1984 года несколькими экипажами и пассажирами пассажирских самолётов с негативными явлениями для некоторых из членов экипажей. Событие удалось огласить одной из самых массовых газет, «Труд» (ст. «Ровно в 4:10»).
Свободные публикации в прессе, СМИ и книгах и широкое обсуждение явлений НЛО стали возможны только в эпоху гласности, в последние годы существования СССР. Неопознанные летающие объекты были продемонстрированы общественности в видеосъёмках с борта орбитальных станций «Салют» и «Мир» (огромные шары в атмосфере Земли), а также в фотосъёмке с борта советской АМС «Фобос-2» (тени на Марсе, подобные инверсионному следу взлетающей ракеты).
Среди неофициальной общественности высокую активность в области уфологии (включая нелегальное распространение самиздата) начали проявлять начиная с 1970-х годов группы энтузиастов в Москве, Северо-Двинске, Нижнем Новгороде, Новосибирске, Томске и др., которыми руководили В. Г. Ажажа, А. И. Буренин, Р. Г. Варламов, Э. А. Ермилов, А. С. Кузовкин, В. Н. Лунев, А. Е. Семенов, Ю. Г. Симаков, Л. Е. Чулков, Б. А. Шуринов и др. В эпоху гласности и начале постсоветского периода действовала Уфологическая ассоциация СССР-России. В настоящее время в России действуют ассоциации «Экология непознанного», «Космопоиск», Уфологический союз, Академия информациологической и прикладной уфологии, а также ряд других общественных организаций, объединяющих уфологов. В 1994—2015 годах в России выходило уфологическое издание «Невероятное, легендарное, очевидное» («НЛО»).

## Уфологические теории

### Разновидности НЛО
«Твёрдые» объекты
«Твёрдыми» объектами (англ. «hard objects») западные уфологи часто называют НЛО, имеющие вид твёрдых тел, то есть по виду состоящих из вещества. Некоторые из этих объектов могут даже выглядеть металлическими. По мнению Дж. Киля, подчёркнуто «твёрдые» объекты («троянские кони») не являются настоящей формой НЛО, но существуют исключительно для отвлечения внимания людей от действий «мягких» объектов.
Ниже приводятся наиболее часто освещаемые разновидности «твёрдых» неопознанных летающих объектов. Все возможные формы и виды описанных в прессе НЛО ими не ограничиваются.
- Дискообразные объекты могут иметь различные размеры. На дисках могли быть подобия антенн, стабилизаторов или иллюминаторов. Диски могли ярко светиться, могли же блестеть, как металл. В некоторых случаях дискообразные НЛО могли казаться состоящими из «металлических пластин». Наиболее распространённые виды:
  - «тарелка Адамски» — НЛО, якобы наблюдавшийся Дж. Адамски;
  - плоский диск с сегментом сферы (так называемым «куполом») сверху, расположенным так, что весь объект является радиально-симметричным, а радиус плоского диска превышает радиус максимального сечения сегмента, имеющего вид окружности;
  - «тарелка» в форме Сатурна, состоящая из шара и плоского диска так, что плоский диск лежит вместе с большим кругом этого шара в одной плоскости (радиус диска много больше радиуса большого круга шара; в целом, объект радиально-симметричный);
  - диск с усечённым конусом сверху или сверху и снизу, так что у конуса этого радиус большего основания, будучи меньше радиуса диска, находится с ним в одной плоскости и уступает ему по величине — радиально-симметричный (в случае с двумя конусами ещё и симметричный относительно диска) объект с радиусом меньшего основания намного превышающим высоту всего объекта;
- «грибовидные» объекты — утончающиеся к низу «тарелки» с относительно длинным толстым цилиндром или усечённым конусом с образующей, почти равной высоте, в нижней части, причём соблюдается радиальная симметрия.
- Треугольные объекты. Наиболее известными треугольными НЛО являются так называемые «Тригонолеты или Бельгийские треугольники» — объекты, способные резко менять скорость и направление полёта, наблюдавшиеся в Бельгии в 1989—1990 годы и наблюдение треугольных и бумерангоподобных объектов с огнями над автострадами и над АЭС в Хадсон-Вэлли (штат Нью-Йорк) (высказывались предположения, что НЛО объясняется мистификацией, устроенной лётчиками со стромфилдского аэродрома, находящегося в том же штате)[45]. Хорошо задокументированным случаем наблюдения бумерангообразного объекта также стали т. н. Огни Феникса.
- Веретенообразные объекты — НЛО в виде двух конусов с общим основанием. Такие объекты, сообщалось, летали с осью симметрии перпендикулярно к земле, а вверху иногда отмечалось наличие неких «проводов»[45].
- Яйцевидные объекты. См., например, «Случай в Сокорро».
- Летательные аппараты. В некоторых случаях сообщается о наблюдении неопознанных «летательных аппаратов», вроде самолётов (например, «самолёты-призраки»), чёрных вертолётов (см. «Случай с Кэш и Лэндрумами»), дирижаблей («воздушные корабли»), ракет («ракеты-призраки»), либо не имеющих опознавательных знаков, либо же наделённых свойствами, нехарактерными для известных науке летательных аппаратов. Например, утром 25 февраля 1942 года над Лос-Анджелесом возникли неизвестные «самолёты», по которым ПВО США открыла огонь из зенитных установок, выпустив в них около 1430 снарядов. Один из объектов, по словам очевидцев, неподвижно завис, несмотря на то, что снаряды разрывались возле него, затем задвигался вдоль побережья между Санта-Моникой и Лонг-Бичем со скоростью примерно 6 миль в час. При этом погибло трое человек, не считая жертв сердечных приступов[45].
- Шнеки (от англ. shank, английское название явления — flying rod) — стержнеобразные объекты от нескольких сантиметров до нескольких десятков метров. Перемещаются, как правило, по линии своей оси бесшумно и на высоких скоростях — ввиду чего недоступны для человеческого восприятия, но достаточно легко фиксируются фото- и видеоаппаратурой. Во многих случаях шнеки вокруг стержня имеют образование похожее на лопасти наподобие коловорота. Часто за шнеки принимают полёт некоторых видов летающих насекомых, птиц, ракет, оптические эффекты и пр. В моде теория о том, что шнеки — это неизвестные науке биологические виды.

«Мягкие» объекты
«Мягкими» объектами («soft objects») называют НЛО, не производящие впечатления состоящих из вещества, в частности, таинственное свечение, туман с необычными свойствами, огоньки. В книге «НЛО: операция „Троянский конь“» (англ. «UFO: operation 'Troyan horse'») Дж. Киль выводит, что неопознанные летающие объекты имеют электромагнитную природу, а явление их в форме сгустков света наиболее соответствует их истинному виду. Светящиеся силуэты и объекты роднят НЛО и их «обитателей» с ангелами и материализуемыми на спиритических сеансах призраками, а контакты с НЛО — с религиозными видениями и с медиумическим трансом.

### Классификация контактов с НЛО
Ниже приводится вариант классификации сообщений о контактах с НЛО, предложенный уфологом Джозефом Алленом Хайнеком.
Контакты на больших расстояниях
Так называются наблюдения, когда очевидца и НЛО разделяют «сотни километров и километры». Среди них различают:
- «Ночные огни. Ясно видимые, чётко очерченные огни неизвестной природы, обычно красного, оранжевого или белого цвета. К этой группе относится львиная доля наблюдений НЛО на больших расстояниях».
- «Дневные диски. Это наблюдаемые в дневное время объекты, как правило, овальные или дискообразные, по виду металлические. Их фиксируют высоко в небе, близко у земли и нередко видят в состоянии неподвижного зависания. Дневные диски могут мгновенно набирать огромную скорость».
- «Радиолокационные „всплески“ на экране радиолокаторов, особенно совпадающие с визуальным слежением за НЛО, считаются весьма ценными свидетельствами реальности наблюдаемых объектов».
- «Дневные светящиеся объекты. Ясно видимые днём, светящиеся летающие объекты. В основном не имеющие четкой формы. Также наблюдались групповые полеты множества таких объектов».

Близкие контакты
Близкими контактами (англ. CE — Close encounter) называют контакты с НЛО «не далее двухсот метров». К ним относятся:
- «Контакты первого рода (англ. CE-1). НЛО наблюдается в воздухе и, по впечатлению, не взаимодействуют с окружающей средой, животными и очевидцами».
- «Контакты второго рода (англ. CE-2). В этих случаях регистрируется взаимодействие НЛО с окружающей средой в виде помех в работе радиоэлектронных устройств, выключения систем зажигания у автомобилей, появления отпечатков на земле или опалённых огнём следов». Отмечено, что часто CE-2 происходят среди крупных автомагистралей[45].
- «Контакты третьего рода (англ. CE-3). В этой подгруппе сообщений присутствуют обитатели НЛО — более или менее человекоподобные существа, называемые сейчас гуманоидами, энлонавтами или просто — пришельцами… Обычно они не входят в прямой контакт или в переговоры с очевидцами, но в последние годы необъяснимо участились сообщения о временном задержании энлонавтами зазевавшихся свидетелей с целью „медицинского“ осмотра».
- «Контакты четвёртого рода (англ. CE-4). Похищение».

### Абсурдность описаний НЛО
Некоторые элементы контактов с НЛО могут казаться абсурдными для очевидцев или исследователей. Например, уфолог Джон Киль описывает случай, когда женщина заявляла, что видела НЛО, на котором было написано «НЛО», известен случай, когда на НЛО было изображение, похожее на стилизованный рисунок молнии на фоне круга; Киль описывал ещё «бесколёсные автомобили, разъезжающие по пустынным местам на высоте нескольких дюймов над землёй», упоминал «о гигантских гондолообразных машинах с многими рядами иллюминаторов, парившими над горами Кайтатини на севере Нью-Джерси». Ещё в сообщениях о «воздушных кораблях» рассказывалось, что с НЛО сбрасывали недочищенный картофель, или же НЛО мог зацепиться за что-либо «металлическим якорем на канате», свисающим с него, так что некто вынужден был спускаться с НЛО, чтобы «канат» тот перерезать. Также есть не менее нелепые сообщения о приземлении неопознанных летающих объектов и о появлении возле них человекоподобных существ (энлонавтов), вступающих в контакт с очевидцами, собирающих растения или почву, по словам очевидцев, «играющих» и «разгуливающих» возле НЛО. В некоторых случаях очевидцы отмечали некую «ребячливость» в поведении энлонавтов, есть сведения об их лишённом, казалось бы, смысла поведении.
Некоторые уфологи, вроде Аллена Хайнека или Дональда Кихо, редко занимаются расследованием подобных случаев. Однако, по мнению Корала и Джима Лорензенов (англ. Lorenzen), руководителей уфологической организации АПРО, данные аспекты контактов с НЛО точно так же, если не более, нуждаются во всестороннем изучении, поскольку являются неотъемлемыми составляющими феномена «летающих тарелок» и могут пролить свет на их природу. Уфолог Жак Валле известен тем, что собирал, исследовал и описывал подобные «абсурдные» явления. В книге «Passport to Magonia» (1959 год) Валле сопоставляет подобные случаи контактов с НЛО с фольклорными сообщениями о контактах с мифическими существами. По мнению Д. Киля, абсурдные проявления феномена НЛО неслучайны и призваны подорвать доверие к сообщениям очевидцев. А в книге «Параллельный мир» Валле развивает идею о том, что абсурдные случаи с НЛО формируют новый миф, а цель неизвестных творцов «летающих тарелок» состоит в том, чтобы посредством этого мифа на протяжении тысячелетий воздействовать на подсознание и насаждать человечеству рефлексы и некий способ мышления. Эту гипотезу Валле подтверждает сходством реплик энлонавтов с психологическими приёмами М. Эриксона, сходством схемы похищения с обрядом посвящения в тайное общество.

## Известные уфологи
- Александр Казанцев — известный советский писатель-фантаст, пионер уфологии в СССР ввиду выдвинутого им предположения о Тунгусском метеорите как инопланетном корабле и исследований палеоконтактов.
- Альберт Вейник — известный советский учёный, член-корреспондент Академии наук Белорусской ССР, создавший Термодинамику реальных процессов (ТРП), объясняющую, среди прочего, механизм перемещения НЛО.
- Вадим Чернобров (1965 — май 2017) — наиболее известный в постсоветской России уфолог-исследователь аномальных явлений, координатор Международного движения и Общероссийского общественного научно-исследовательского объединения (ООНИО) «Космопоиск», автор многочисленных книг и других публикаций по уфологии и т. н. неакадемическим исследованиям.
- Владимир Ажажа (7 ноября 1927, Москва — 11 сентября 2018, там же) — в прошлом моряк и инженер (научный руководитель экспедиции на подводной лодке «Северянка»). Благодаря лекциям и самиздату стал известнейшим уфологом СССР, основав и возглавляя первые неофициальные уфологические ассоциации. В постсоветское время стал автором многих книг по теме НЛО и инициатором обсуждения уфологической безопасности на парламентском уровне.

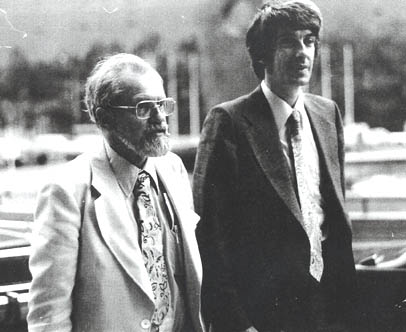
Джозеф Хайнек и Жак Валле

- Джозеф Аллен Хайнек — американский уфолог, профессор астрономии университета Огайо, консультант ВВС США по неопознанным летающим объектам. Изучением сообщений о НЛО стал заниматься по предложению ВВС США (см. Уфологические организации) в феврале 1948 г., поначалу существование «летающих тарелок» не признавал: «Надо подчеркнуть, что мы с коллегами совершенно искренне считали увлечение „летающими тарелочками“ результатом послевоенного массового психоза и душевно сочувствовали нашим бедным согражданам, одураченным такой несусветной чепухой. Поэтому я принял приглашение ВВС на роль „астрономического цензора“ сообщений о наблюдениях НЛО как хороший шанс разоблачить, разгромить, развеять этот антинаучный мираж. Однако продемонстрировать силу и мощь нашей научной методологии на материале писем и рассказов очевидцев мне не удалось…»[56]. 
 Хайнек занимался непосредственно поиском и опросом очевидцев (см. Случай в Сокорро), путешествовал в места наблюдения НЛО (например, в Папуа — Новую Гвинею или в СССР, чтобы встретиться с Ф. Зигелем). С закрытием проекта «Синяя книга» временно прекратил уфологическую деятельность, пока в 1974 году не организовал уфологическую организацию CUFOS[англ.], после смерти Хайнека переименованную в Центр уфологических исследований имени Джозефа Аллена Хайнека[43].
 Хайнек был убеждён, что феномену НЛО таки дадут объяснение и «когда будет решена загадка НЛО, это станет не просто очередным шагом в поступательном движении науки, но громадным, неожиданным качественным скачком»[44].
- Дональд Кихо[англ.] — американский уфолог, отставной майор ВМС, журналист, писатель. 
 В январе 1950 года в журнале «True» появилась статья Кихо «The flying saucers are real»[44], где утверждалось, что:

1. Земля давно находится под наблюдением разумных существ с другой планеты;
2. в последние два года их присутствие в околоземном пространстве заметно возросло;
3. для наблюдений за нами пришельцы используют летательные аппараты трёх типов: малых размеров беспилотные диски с телевизионными или импульсными передатчиками, а также крупные дискообразные, дирижаблеподобные и бескрылые объекты;
4. методы наблюдения, ими применяемые, по существу, мало чем отличаются от перспективных американских разработок для изучения космоса, программ, которые мы освоим лет через пятьдесят. А потому есть основание полагать, что инопланетная цивилизация опередила нас в своём развитии, по крайней мере, на два столетия, если не больше;
5. власти обо всём знают, но боятся сказать людям правду, опасаясь паники.

В октябре 1950 года вышла и книга Кихо ««The flying saucers are real!»». В 1958 года Кихо выступал на телевидении и, когда он произнёс: «А теперь я собираюсь сказать нечто такое, о чём ранее не сообщалось», передача была прервана. Впоследствии власти оправдали этот акт интересами национальной безопасности. До 1969 года Кихо исполнял обязанности директора Национального исследовательского комитета по воздушным явлениям.
- Дональд Мензел — американский учёный, профессор астрономии Гарвардского университета, уфолог, противник версий внеземного и антропогенного происхождения НЛО. 
 Стал широко известен в июне 1952 г., когда начал публиковаться в журналах «Time» и «Look», критикуя появляющиеся в прессе статьи о внеземном происхождении НЛО и объясняя случаи их наблюдением миражей. Книга Мензела «О „летающих тарелках“» в Советском Союзе даже была переведена на русский язык.
- Жак Валле — американский уфолог, математик и астрофизик, докторская степень за работы в области искусственного интеллекта (1967). С 1962 года живёт в США. С 1963 года в Чикаго сотрудничал с А. Хайнеком, а в 1977 участвовал в создании GEPAN[57]. Отрицал внеземное происхождение НЛО, считая, что сообщения о наблюдении «летающих тарелок» провоцируются скрывающимися от человечества разумными существами, обитающими на Земле[45].
- Марина Попович — видный советский лётчик, инженер и учёный, является известным энтузиастом, исследователем и автором книги по уфологии.
- Феликс Зигель — советский учёный (математик и астроном), писатель-популяризатор науки, также считающийся основателем отечественной уфологии (полуофициально ввиду её неприветствования и засекреченности темы НЛО).
- Филип Класс[англ.] — уфолог, бывший редактор журнала «Aviation Week & Space Technology». Класс прославился тем, что отрицал внеземное происхождение НЛО, выискивал в сообщениях о наблюдении НЛО противоречия и доказательства мистификации. Он отстаивал мысль, что сообщение о НЛО в лучшем случае является результатом самообмана, не уставал подчёркивать сложность оценить положение и размеры находящегося в небе объекта, показывал, что любой человек склонен к ошибкам. Средства массовой информации Класс обвинял в распространении неадекватных представлений о НЛО. Класс придерживался разработанных им «уфологических принципов»:
  - всякое неожиданное недолго наблюдаемое человеком явление не может быть точно описано — свойство человека, не зависящее от его интеллекта;
  - «волны» сообщений о НЛО Класс объяснял так: в погоне за сенсацией средства массовой информации, игнорируя очевидные объяснения и действуя своими статьями на впечатлительных людей, порождают большое количество подобных «наблюдений» НЛО, и эти «наблюдения» множатся до тех пор, пока пресса не теряет к ним интерес и перестаёт публиковать эти сообщения, снижая тем самым увлечение «летающими тарелками»;
  - неопознанными летающие объекты становятся лишь по причине недобросовестного расследования случаев их наблюдения[45].
- Эдвард Руппельт[англ.] — американский уфолог, лётчик-бомбардир, капитан ВВС, руководитель проекта ВВС США по изучению НЛО «Синяя книга». Автор книги «The report on unidentified flying objects» (1956), по его словам, автор термина «неопознанный летающий объект», якобы введённого для замены термина «летающая тарелка». Придерживался версии внеземного происхождения НЛО: в 1954 году, когда Дональд Кихо спросил его мнение о НЛО, он ответил: «Если „летающие тарелки“ существуют, они должны быть инопланетного происхождения»[44].